# Glyphopsyche missouri
Glyphopsyche missouri är en nattsländeart som beskrevs av Ross 1944. Glyphopsyche missouri ingår i släktet Glyphopsyche och familjen husmasknattsländor. Inga underarter finns listade i Catalogue of Life.